# Mit Lust und Liebe
Mit Lust und Liebe ist ein Livealbum des deutschen Liedermachers Reinhard Mey. Es erschien am 1. April 1991 bei Intercord und wird heute von EMI vertrieben.

## Inhalt
Das Album entstand während Reinhard Meys Tournee zu seinem Album Farben 1990/1991. Der Liedermacher trug ältere Stücke vor, wie Ich wollte wie Orpheus singen, Die Homestory und Zwei Hühner auf dem Weg nach Vorgestern, jedoch stammen die meisten der vorgetragenen Lieder von seinen beiden letzten Veröffentlichungen Farben und Balladen, etwa Mein Berlin, Allein, Aller guten Dinge sind drei und Die Mauern meiner Zeit.
Das Lied Gretel und Kasperle, Großmutter, Wachtmeister und Krokodil fehlt auf der Schallplatten- und Musikkassetten-Ausgabe.
Als Zugabe sang Mey mit seinem Produzenten Manni Leuchter, seinem Manager Peter Graumann und Dieter Cramer das Lied Ade zur guten Nacht. Abgemischt wurde das Album von Urs Metzger.

## Covergestaltung
Das Plattencover wurde von ROBART aus Sindelfingen entworfen. Es zeigt Reinhard Mey, der von Scheinwerfern beleuchtet wird, auf einer Bühne vor dunklem Hintergrund. In der linken Hand hält er Rosen, in der rechten seine Gitarre. Sein Kopf ist dem Fotografen zugewandt. Das Bild ist in Schwarz-weiß gehalten.

## Sonstiges
Mit diesem Album begann die engere Zusammenarbeit zwischen Reinhard Mey und Manfred Leuchter. Leuchter hatte schon bei Meys vorheriger Tournee 1986/1987 zu dessen Team gehört, ohne jedoch größeren Einfluss auf Meys Schaffen zu haben. Beginnend mit seinem nächsten Studioalbum Alles geht übernahm Leuchter immer mehr die Verantwortung für die Alben des Liedermachers.

## Titelliste
CD 1
1. Ich wollte wie Orpheus singen – 5:05
2. Die Homestory – 6:29
3. In Lucianos Restaurant – 5:18
4. Mein Dorf am Ende der Welt – 5:39
5. Zwei Hühner auf dem Weg nach Vorgestern – 5:02
6. Kleiner Kamerad – 7:11
7. Zwischen allen Stühlen – 3:49
8. Ich hab’ meine Rostlaube tiefergelegt – 3:55
9. Allein – 5:01
10. Das Meer – 6:41
11. Diplomatenjagd – 4:05

CD 2
1. Ein Antrag auf Erteilung eines Antragformulars – 7:51
2. Mein Berlin – 6:37
3. Nein, meine Söhne geb’ ich nicht – 6:10
4. Alle Soldaten woll’n nach Haus – 7:15
5. Wahlsonntag – 2:40
6. Sommermorgen – 3:32
7. Wir – 4:37
8. Mein Apfelbäumchen – 4:00
9. Kleines Mädchen – 4:57
10. Die Kinderhosenballade – 5:30
11. Golf November – 7:08
12. Aller guten Dinge sind drei – 5:38
13. Gretel und Kasperle, Großmutter, Wachtmeister und Krokodil – 3:58 (nur auf der CD-, nicht auf der Kassetten-Version)[2]
14. Die Mauern meiner Zeit – 3:59
15. Ade nun zur guten Nacht – 0:53[5]